# Чирилов, Йован
Йован Чирилов (серб. Јован Ћирилов; 30 августа 1931, Кикинда, Королевство Югославия — 16 ноября 2014, Белград, Сербия) — сербский и югославский театральный деятель, театровед, философ, писатель

, эссеист, драматург, сценарист, поэт, переводчик, журналист.
Основатель и бессменный художественный руководитель одного из самых важных театральных форумов Европы — Белградского международного театрального фестиваля БИТЕФ.

## Биография
Окончил философский факультет Белградского университета, с 1956 г. работал драматургом, с 1967 г.
— в известном белградском театре «Ателье 212», с середины 1980-х до конца 1990-х годов руководил Югославским драматическим театром.
С 2001 по 2007 год был президентом Национальной комиссии Югославии, затем Сербии, в ЮНЕСКО .
Будучи членом Союза коммунистов Югославии, первым публично призвал к декриминализации однополых отношений между мужчинами («законы о гомосексуализме») в 1980-х годах.
Говорил на немецком, английском, французском, испанском, итальянском, сербском, русском и изучал китайский язык.
Умер в Белграде после непродолжительной болезни 16 ноября 2014 года. Был похоронен на Аллее заслуженных (великих) Белградского Нового кладбища.

## Избранные произведения
Пьесы
- «Соба за четворицу», 1955.
- «Дом тишине», 1958.
- «Дечак и виолина», 1958.
- «Бегунци», 1960.
- «Време, огањ и човек», 1961.

Радиопостановки
- «Ветровити друмови», 1960.
- «Поноћни сусрети», 1963.
- «Перпетуум мобиле», 1964.
- «Сапутник», 1965.

Киносценарии
- «Право стање ствари»
- «Штићеник»
- «Куда после кише»

Поэзия
- «Путовање по граматици», 1972.
- «Узалудна путовање», 1989.
- «Поређење придева», 2013.

Проза и публицистика
- «Неко време у Салцбургу», роман, 1980.
- «Реч недеље», сборник статей, 1997 и 2006.
- «Сви моји савременици I—II», книга воспоминаний, 2010.
- «Мајке познатих», 2011.
- «Са рукама у џеповима», сборник статей, 2012.

Эссе и театроведческие исследования
- «Путовање по позоришту», 1988.
- «Драмски писци моји савременици», 1989.
- «Позориштарије», 1998.
- «Дневници», 1999.

Антологии
- «Најкраће драме на свету» (1999)
- «Пре и после гнева», сборник современных британских драм, 2001.
- «Пре и после Косе», сборник современенних американских драм, 2002.
- «Кратке, краће и најкраће драме на свету» (2008)

Переводы
- Произведения Бертольда Брехта, Жана Жене, Тома Стоппарда, Сэма Шепарда, Милоша Формана и др.

## Награды
- Сретенский орден 3 степени
- Октябрьская премия (СФРЮ)
- Sterija Award